# Phacelia procera
Phacelia procera är en strävbladig växtart som beskrevs av Asa Gray. Phacelia procera ingår i Faceliasläktet som ingår i familjen strävbladiga växter. Inga underarter finns listade i Catalogue of Life.